# 建興里 (臺中市太平區)
建興里，是臺灣臺中市太平區所轄的里。面積0.4120平方公里，人口3,197人。依順時針方向，北臨成功里，東南以頭汴坑溪與福隆里對望，西南緣以建興路與建國里相連。

## 里名由來
以里境西南緣的建興路命名。

## 歷史沿革
建興里民國時期屬東平村管轄，民國69年（1980年）9月以後歸建國村（後於民國85年（1996年）8月1日改制為建國里）；民國94年（2005年）8月，行政區再次調整，劃建國里建興路以北的東北半部置建興里。